# Airplanes
Airplanes – piosenka B.o.B’ego wydana na drugim singlu z jego debiutanckiego albumu B.o.B Presents: The Adventures of Bobby Ray.
Utwór wykonuje razem z amerykańską piosenkarką Hayley Williams, znaną ze zespołu Paramore. Producentem piosenki jest Alex Da Kid i DJ Frank E, natomiast muzyka i refren został napisany przez Kinetics & One Love. Utwór zajął pierwsze miejsce na listach przebojów w Nowej Zelandii, a także w Wielkiej Brytanii. Piosenka znalazła się w pierwszej trójce również w Australii, Stanach Zjednoczonych, Kanadzie i w Irlandii.

## Teledysk
Oficjalny teledysk został nakręcony z Hayley Williams. Sceny z raperem B.o.B zostały nakręcone w kwietniu, ale Williams nie mogła w tym czasie uczestniczyć w nich, ponieważ mogła to zrobić dopiero po skończeniu się trasy koncertowej Paramore, dlatego w teledysku widzimy Hayley w innej sali. Teledysk wyreżyserowany został przez Hiro Murai miał swoją premierę na iTunes we wtorek 15 czerwca 2010. Teledysk zawiera kilka klatek, gdzie B.o.B rapuje swoje wiersze na scenie oraz Hayley Williams, która śpiewa w zalanej słońcem sali i idąc przez fotografie.

## Lista utworów
Digital download #1
1. „Airplanes” (featuring Hayley Williams) – 3:01

Digital download #2
1. „Airplanes” (featuring Hayley Williams) (radio) – 2:50

## Listy przebojów
| Kraj              | Lista                                   | Pozycja |
| ----------------- | --------------------------------------- | ------- |
| Australia         | ARIA Top 100 Singles Chart              | 2       |
| Austria           | Ö3 Austria Top 40                       | 2       |
| Belgia            | Ultratop 50 Singles (Flandria)          | 9       |
| Belgia            | Ultratop (Walonia)                      | 12      |
| Kanada            | Canadian Hot 100                        | 2       |
| Czechy            | Rádio Top 100                           | 1       |
| Dania             | Track Top-40                            | 5       |
| Europa            | Europe Official Top 100                 | 5       |
| Finlandia         | Suomen virallinen lista – Singlet       | 7       |
| Irlandia          | Top 50 Singles                          | 2       |
| Nowa Zelandia     | Top 40 Singles Chart                    | 1       |
| Norwegia          | VG-lista                                | 6       |
| Słowacja          | Rádio Top 100                           | 15      |
| Szkocja           | Official Scottish Singles Chart Top 100 | 1       |
| Szwecja           | Sverigetopplistan                       | 10      |
| Szwajcaria        | Singles Top 75                          | 5       |
| Węgry             | Rádiós Top 40 játszási lista            | 2       |
| Wielka Brytania   | Official Singles Chart Top 100          | 1       |
| Stany Zjednoczone | Hot 100                                 | 2       |

| Kraj              | Lista                             | Pozycja |
| ----------------- | --------------------------------- | ------- |
| Wielka Brytania   | Official R&B Singles Chart Top 40 | 1       |
| Stany Zjednoczone | Hot Rap Songs                     | 2       |
| Stany Zjednoczone | Hot R&B/Hip-Hop Songs             | 65      |
| Stany Zjednoczone | Rhythmic Songs                    | 2       |